# Loire-sur-Rhône
Ne pas confonde cette commune nommée Loire jusqu’en 1968 avec la commune de Loiré.
Pour les articles homonymes, voir Loire (homonymie).
Loire-sur-Rhône est une commune française située dans le département du Rhône, en région Auvergne-Rhône-Alpes.

## Géographie
Loire-sur-Rhône est située dans le département du Rhône à 29 km de Lyon, dans la vallée du Rhône, entre les villes de Givors et Vienne (Isère).

### Climat
Pour des articles plus généraux, voir Climat d'Auvergne-Rhône-Alpes et Climat du Rhône.
En 2010, le climat de la commune est de type climat océanique dégradé des plaines du Centre et du Nord, selon une étude du Centre national de la recherche scientifique s'appuyant sur une série de données couvrant la période 1971-2000. En 2020, Météo-France publie une typologie des climats de la France métropolitaine dans laquelle la commune est dans une zone de transition entre le climat semi-continental et le climat de montagne et est dans la région climatique  Nord-est du Massif Central, caractérisée par une pluviométrie annuelle de 800 à 1 200 mm, bien répartie dans l’année. 
Pour la période 1971-2000, la température annuelle moyenne est de 12,1 °C, avec une amplitude thermique annuelle de 17,9 °C. Le cumul annuel moyen de précipitations est de 799 mm, avec 8,7 jours de précipitations en janvier et 5,9 jours en juillet. Pour la période 1991-2020, la température moyenne annuelle observée sur la station météorologique de Météo-France la plus proche, « Reventin », sur la commune de Reventin-Vaugris à 11 km à vol d'oiseau, est de 12,9 °C et le cumul annuel moyen de précipitations est de 775,7 mm,. Pour l'avenir, les paramètres climatiques de la commune estimés pour 2050 selon différents scénarios d'émission de gaz à effet de serre sont consultables sur un site dédié publié par Météo-France en novembre 2022.

## Urbanisme

### Typologie
Au 1er janvier 2024, Loire-sur-Rhône est catégorisée ceinture urbaine, selon la nouvelle grille communale de densité à sept niveaux définie par l'Insee en 2022.
Elle appartient à l'unité urbaine de Lyon, une agglomération inter-départementale regroupant 123  communes, dont elle est une commune de la banlieue,,. Par ailleurs la commune fait partie de l'aire d'attraction de Lyon, dont elle est une commune de la couronne,. Cette aire, qui regroupe 397 communes, est catégorisée dans les aires de 700 000 habitants ou plus (hors Paris),.

### Occupation des sols
L'occupation des sols de la commune, telle qu'elle ressort de la base de données européenne d’occupation biophysique des sols Corine Land Cover (CLC), est marquée par l'importance des territoires agricoles (44,5 % en 2018), une proportion sensiblement équivalente à celle de 1990 (44,8 %). La répartition détaillée en 2018 est la suivante : 
forêts (40,1 %), zones agricoles hétérogènes (23,4 %), prairies (14,6 %), zones urbanisées (6,2 %), zones industrielles ou commerciales et réseaux de communication (5,2 %), cultures permanentes (4,8 %), eaux continentales (2,3 %), terres arables (1,7 %), milieux à végétation arbustive et/ou herbacée (1,7 %). L'évolution de l’occupation des sols de la commune et de ses infrastructures peut être observée sur les différentes représentations cartographiques du territoire : la carte de Cassini (XVIIIe siècle), la carte d'état-major (1820-1866) et les cartes ou photos aériennes de l'IGN pour la période actuelle (1950 à aujourd'hui).

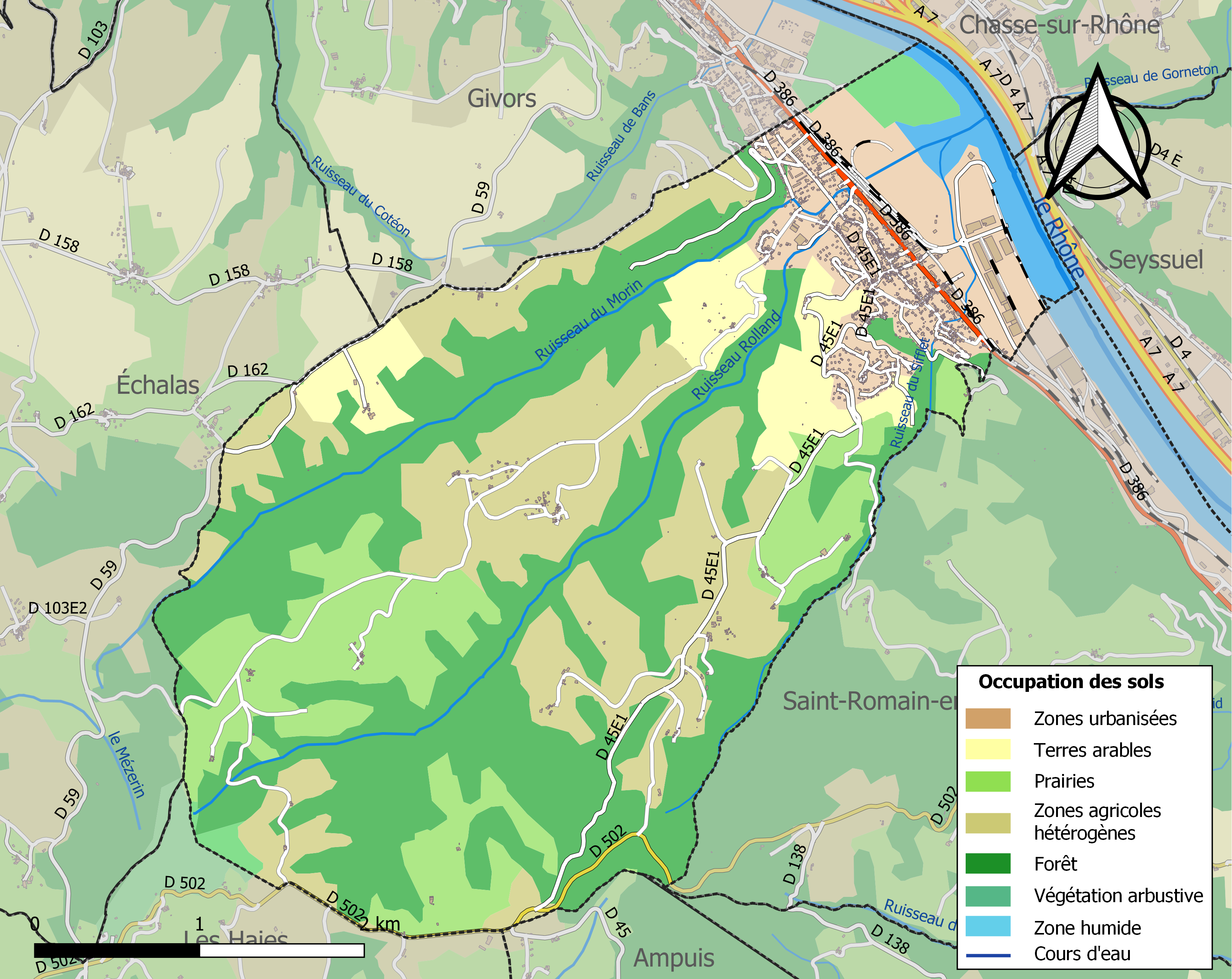
Carte des infrastructures et de l'occupation des sols de la commune en 2018 (CLC).

## Transport
Loire-sur-Rhône est traversée par la ligne 134 du réseau L'va qui relie le village à Givors ainsi qu'à Condrieu, et par la route départementale D 386 (anciennement RN 86).
Une ligne de chemin de fer est toujours en activité mais uniquement pour le transport de marchandises (fret).

## Histoire
Loire-sur-Rhône est le berceau de la cerise burlat.

Pendant la Première Guerre mondiale, Léonard Burlat mobilisé à Lyon dans le quartier de Gerland est arboriculteur dans le civil. À Gerland, un cerisier attire son attention au point qu'il en prélève quelques greffons qu'il implante sur un merisier dans sa propriété de Loire-sur-Rhône au lieu du Pointu à droite de la croix du Fatigue. Ainsi commence la carrière de la variété qui porte son nom, vouée à un grand avenir puisqu'elle est devenue numéro un de la production française.[réf. nécessaire]
Le nom de la commune a été modifié de Loire à Loire-sur-Rhône par décret en 1968 avec l’arrivée de la centrale thermique EDF au début des années 1960 pour éviter toute confusion (dans les courriers) avec le département voisin du même nom.[réf. nécessaire]

## Héraldique
| Blason de Loire-sur-Rhône | Blason  | D’azur à l’ancre d’or accostée de deux lances de joute bandées de gueules et d’argent; au chef ondé d’argent chargé de trois tourteaux de gueules. |
| Blason de Loire-sur-Rhône | Détails | Le statut officiel du blason reste à déterminer.                                                                                                   |

## Politique et administration
| Période                                  | Période                   | Identité       | Étiquette | Qualité |
| ---------------------------------------- | ------------------------- | -------------- | --------- | --- |
| juin 1900                                | mai 1929                  | Étienne Flachy |           | Réélu en 1904, 1908, 1912, 1919 et 1925 |
| mai 1929                                 | octobre 1948 (décès)      | Pierre Satre   |           | Réélu en 1935, 1945 et 1947 |
| novembre 1948                            | mars 1965                 | Gabriel Émery  |           | Réélu en 1953 et 1959 |
| mars 1965                                | ?                         | Edmond Cinquin |           | |
| Les données manquantes sont à compléter. |                           |                |           | |
| 1981                                     | mars 1989                 | Mme Mercier    |           | |
| mars 1989                                | En cours (au 2 juin 2020) | Guy Martinet   | DVD       | Retraité Vice-président de la CC de la Région de Condrieu (? → 2017) 12e vice-président de Vienne Condrieu Agglomération (2018 → ) Réélu pour le mandat 2020-2026 |
| Les données manquantes sont à compléter. |                           |                |           | |

## Population et société

### Démographie
L'évolution du nombre d'habitants est connue à travers les recensements de la population effectués dans la commune depuis 1793. Pour les communes de moins de 10 000 habitants, une enquête de recensement portant sur toute la population est réalisée tous les cinq ans, les populations de référence des années intermédiaires étant quant à elles estimées par interpolation ou extrapolation. Pour la commune, le premier recensement exhaustif entrant dans le cadre du nouveau dispositif a été réalisé en 2006.

En 2022, la commune comptait 2 736 habitants, en évolution de +6,92 % par rapport à 2016 (Rhône : +3,93 %, France hors Mayotte : +2,11 %).
| 1793  | 1800 | 1806  | 1821  | 1831  | 1836  | 1841  | 1846  | 1851  |
| ----- | ---- | ----- | ----- | ----- | ----- | ----- | ----- | ----- |
| 1 230 | 856  | 1 325 | 1 425 | 1 450 | 1 374 | 1 308 | 1 390 | 1 376 |

| 1856  | 1861  | 1866  | 1872  | 1876  | 1881  | 1886  | 1891  | 1896  |
| ----- | ----- | ----- | ----- | ----- | ----- | ----- | ----- | ----- |
| 1 297 | 1 336 | 1 235 | 1 271 | 1 351 | 1 236 | 1 258 | 1 174 | 1 135 |

| 1901  | 1906  | 1911  | 1921  | 1926  | 1931  | 1936  | 1946  | 1954  |
| ----- | ----- | ----- | ----- | ----- | ----- | ----- | ----- | ----- |
| 1 184 | 1 154 | 1 175 | 1 123 | 1 171 | 1 186 | 1 160 | 1 216 | 1 336 |

| 1962  | 1968  | 1975  | 1982  | 1990  | 1999  | 2006  | 2011  | 2016  |
| ----- | ----- | ----- | ----- | ----- | ----- | ----- | ----- | ----- |
| 1 411 | 1 950 | 1 788 | 1 937 | 1 927 | 2 126 | 2 277 | 2 445 | 2 559 |

| 2021  | 2022  | - | - | - | - | - | - | - |
| ----- | ----- | - | - | - | - | - | - | - |
| 2 698 | 2 736 | - | - | - | - | - | - | - |

### Enseignement
Groupe scolaire Drevet (maternelle et primaire)
École privée Saint-Joseph (maternelle et primaire)

### Santé
Maison médicale située 17 passage Pétrus Vitel. Nombreux praticiens : médecins, dentiste, sage femme, kinésithérapeute, ostéopathes...

### Sports
Joutes, judo, danse, foot, tennis, équitation, Horse-Ball (champion de France)[réf. nécessaire]

### Économie

Containers in Loire-Sur-Rhône, rue de Bourgogne
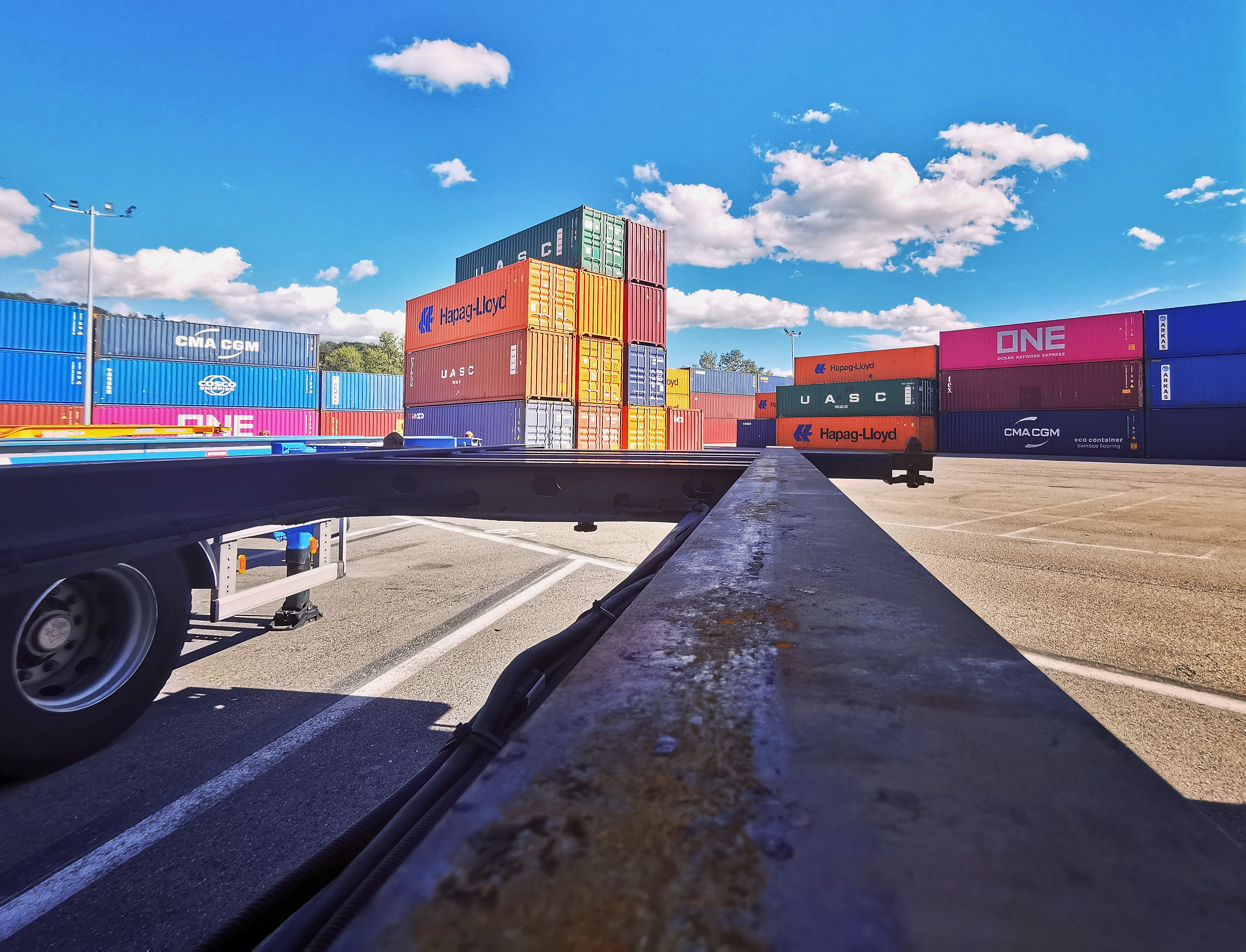
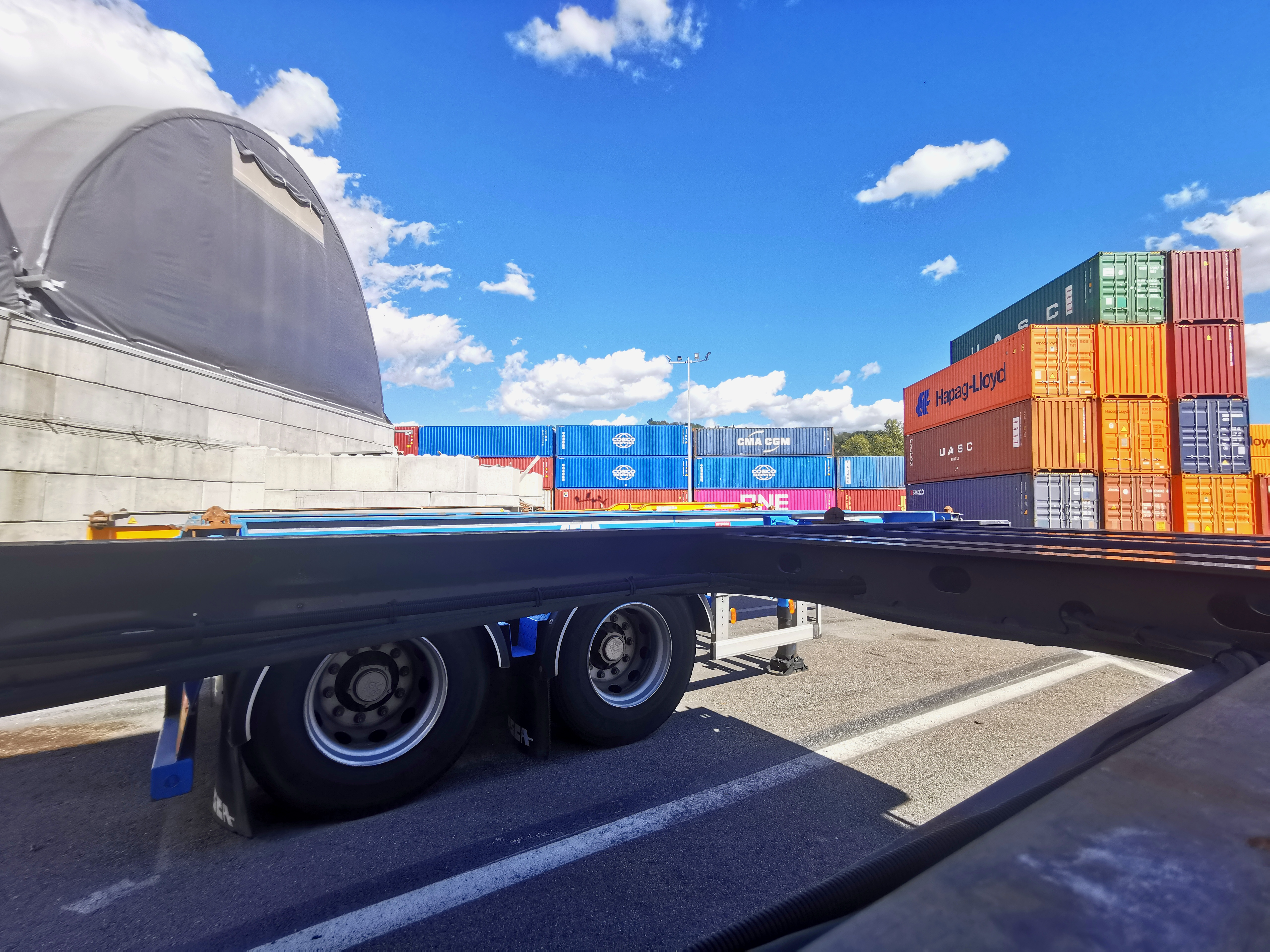
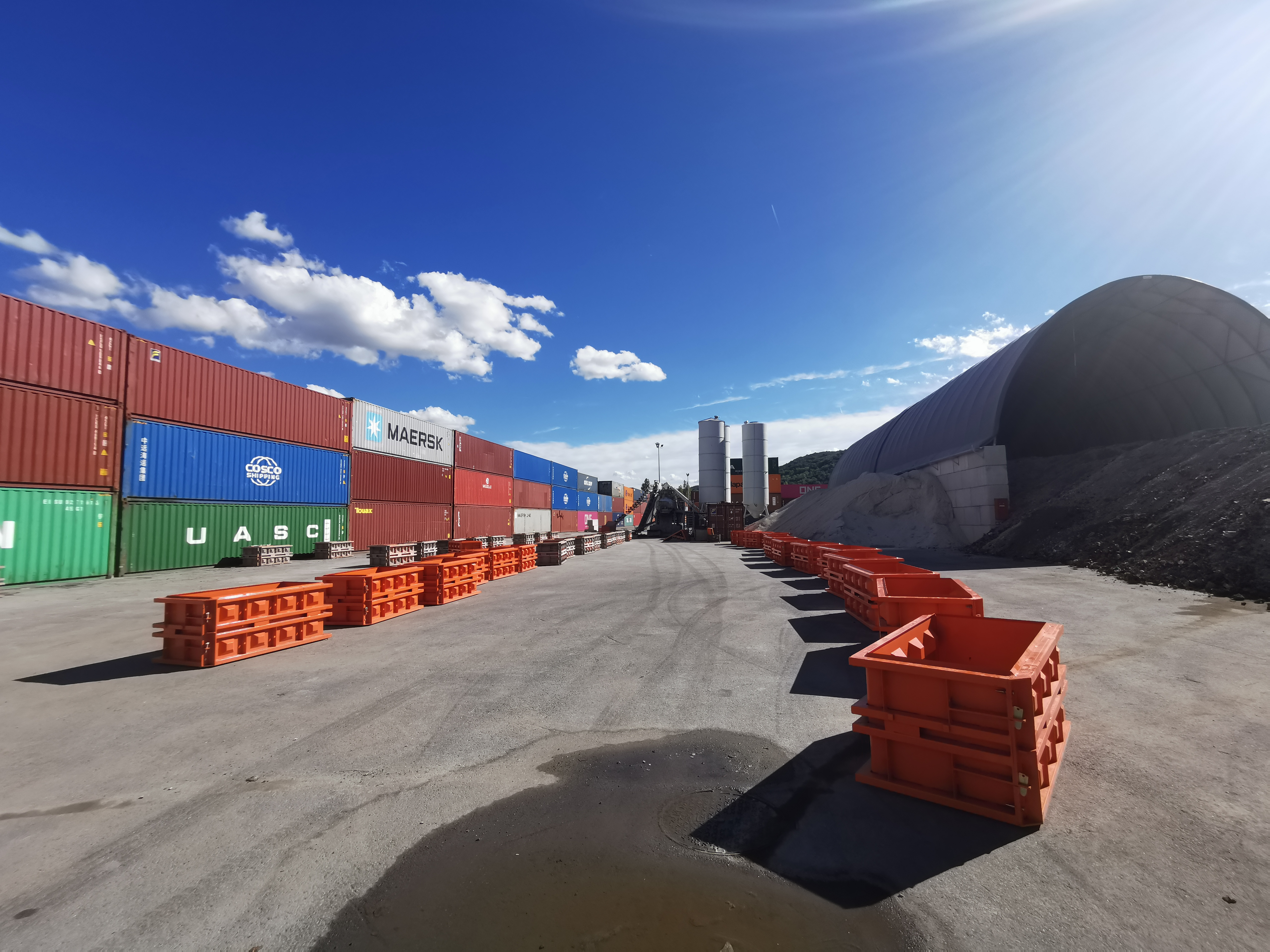
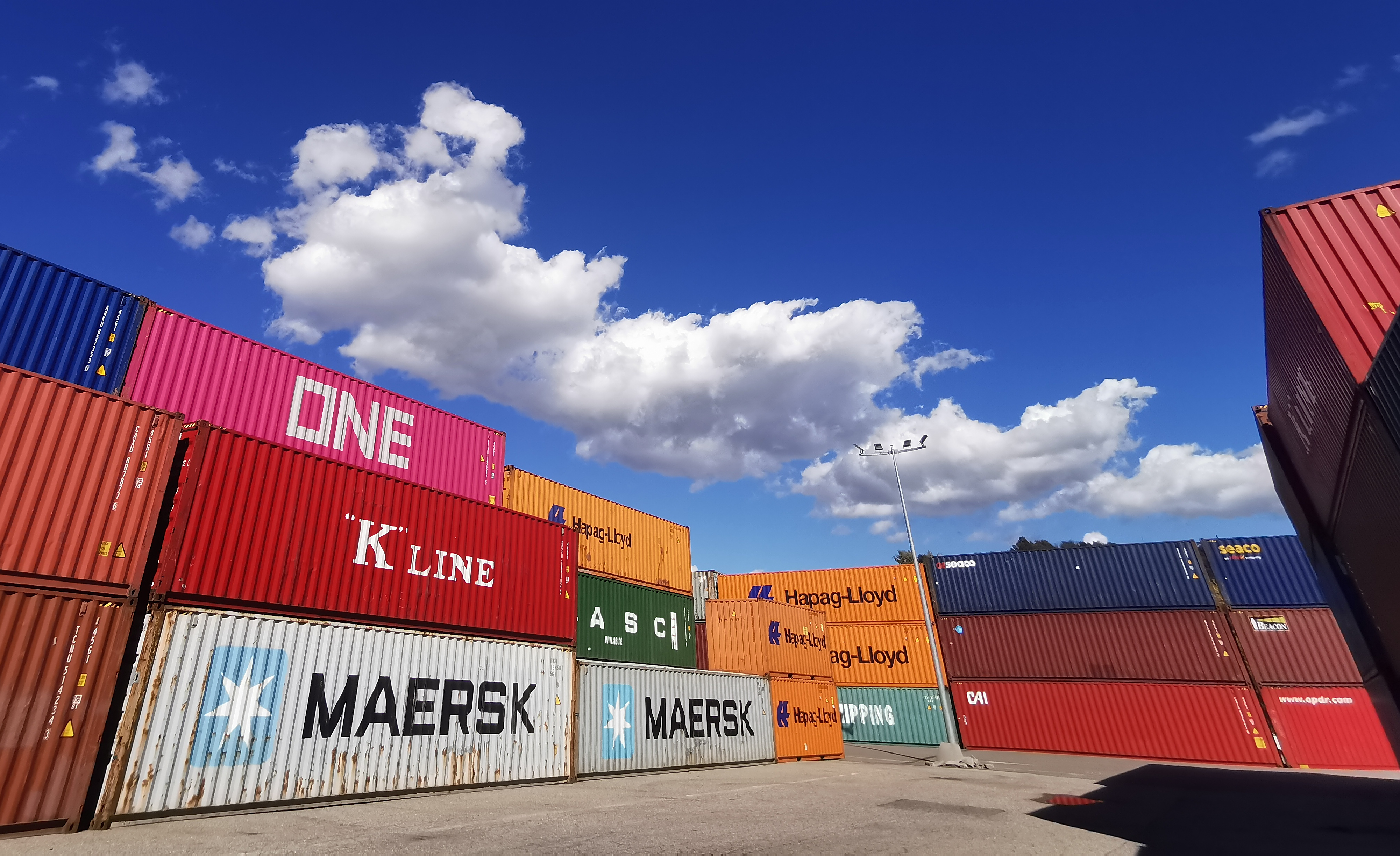

## Lieux et monuments
- Centrale thermique EDF située au bord de la RD 386 et de la ligne de Givors-Canal à Grezan. Ouverte en 1965, elle possédait quatre tranches : deux au charbon et deux au fioul lourd (mises en réserve en 1985 et 1986). La dernière tranche est arrêtée en 2004, la centrale est définitivement fermée en 2005. En 2007, les cheminées de la centrale sont abattues à l'explosif, en 2013 les bâtiments sont dynamités, actuellement un projet vise à transformer la zone laissé libre en ferme photovoltaïque.
- Église Notre-Dame-de-l'Assomption de Loire-sur-Rhône. Elle dépend de la paroisse Saint-Ferréol-sur-le-Rhône qui est confiée à l'institut du Verbe incarné[19]. Elle dépend de l'archidiocèse de Lyon[20].
- Halles marchande en construction le long de la route nationale, le projet est moteur d'économie à l'heure où de nombreux commerces tendent à disparaitre dans la ville, les halles devraient ouvrir courant avril 2025

## Personnalités liées à la commune
- Pierre Drevet (1663-1738), graveur du roi.
- Jean Christophle (1851-1916), homme politique, maire d'Eyzin-Pinet, député de l'Isère de 1898 à 1902.
- Léonard Burlat (1872-1953) cultivateur et arboriculteur  à Loire  créateur  de la variété de cerise qui porte son nom.
- Bernard Clavel qui a longtemps résidé à Vernaison alors qu'il travaillait à Lyon a beaucoup mis en scène le fleuve Rhône, en particulier dans cette partie qu'il connaissait bien et qu'on retrouve dans son roman Le Seigneur du fleuve. Mais c'est un autre de ses romans qui se passe à Loire, Qui m'emporte que le cinéma a adapté, avec Jean Gabin dans le rôle de son héros Brassac sous le titre Le Tonnerre de Dieu. Le scénario lui a été donné par un de ses amis originaire de Vernaison qui était marié avec une jeune fille de LOIRE ; le roman se passe entre Lyon, Grigny et Loire que l'auteur cite dans son livre, dans des hameaux situés sur les coteaux bordant le fleuve, plus précisément les hauteurs du village, entre Combolon, le Sorillot, le Freydure et le Fatigue.
- Guy Martinet (1949-...) métallurgiste à Bans commune de Givors, maire de Loire sur Rhône.

## Vie sportive
De nombreuses associations animent la vie sportive de Loire-sur-Rhône.
- l'Union Sportive de Loire-sur-Rhône créée en 1965 d'où : l'U.S.L Foot - club de football qui accueille les jeunes footballeurs dès 5 ans, U.S.L section gymnastique, U.S.L section tennis, U.S.L section cyclo.
- La Boule du Prin.
- La Société nautique créée en 1904.
- Société amicale des Chasseurs.

Il y a également d'autres  associations telles que :
- la Société Saint-Vincent  créée  en 1868.
- la Fanfare créée en 1903.
- les Amis de Loire  créée en 1988.
- Plaisir de Courir créée en 2020